# Elisabet Díez Rodríguez
Elisabet Díez Rodríguez (Tarragona, 1983) és Llicenciada en Publicitat i Relacions Publiques per la Universitat Rovira i Virgili (2006). En acabar aquests estudis, es va matricular a l'Escola d'Art i Disseny de Tarragona, on va obtenir el títol de Grau Superior en Gràfica Publicitària. Posteriorment va fer un postgrau a la Universitat Pompeu Fabra en Disseny i Producció Editorial. Des del 2014 és professora de Disseny Gràfic a l'Escola d'art i Disseny de Tarragona.
L'any 2007: guanyadora del Concurs de Cartells del Carnaval de Tarragona amb el seu disseny Les ploraneres del Sèquit Reial.

## Biografia
Es va començar a donar a conèixer el 2009 amb un blog en el qual publicava relats curts i també una mena de dietari, però no personal, perquè les histories eren inventades. Resultat d'aquesta primera xarxa fou el treball que va titula Mis cuentos chinos, una col·lecció de postals, que a la portada tenen una il·lustració i al darrere un petit conte. Amb aquest blog va crear la marca Anduluplandu, una marca de disseny i il·lustració que a més es pot entendre com un alter ego de la creadora. El nom ve d'una cançó infantil que s'acompanya d'un joc de mans a què ella jugava quan era petita amb la seva germana.
Cap a l'any 2011 va decidir crear una samarreta amb un disseny de l'espineta amb caragolins que va posar a la venda als seus amics i a través de Facebook acompanyada de la frase Santa Tecla, mare gloriosa dels tarragonins, què tenim avui per dinar? Espineta amb caragolins. L'any següent en va fer una altra amb el text Vinga, valents, amb l'àliga i la catedral de fons. Atès l'èxit, va rebre l'encàrrec d'El Negrito i la Negrita, una coneguda botiga de la ciutat de dissenyar una samarreta, un mocador i una tassa amb el bestiari de Tarragona. A partir d'aquí, cada any fa un disseny nou. Els dos últims anys ha dissenyat un body tecler per a nadons.
L'any 2012 va dissenyar el cartell del Seguici de Santa Tecla per a les escoles. Un cartell amb tot detall en el qual hi ha representat tot el Seguici.
Un altre dels vessants del seu treball són els retrats que fa per encàrrec o els que fa dels personatges, la seva col·lecció 'Refherències', un homenatge a personalitats de l'art, el cinema, de la música, que li han interessat o l'han influïda. En tots ells hi ha present un detall que és marca de la casa: les galtes amb punts vermells i el nas també vermell. Aquestes característiques també ho fa en tots els personatges del Seguici.
Des del 2016 té una botiga online on ven part del seu imaginari il·lustrat, que ella anomena dibujaleos, fent extens el seu món dibuixat a paraules inventades que mesclen diversos idiomes.
La Bet, també ha publicat tres llibres infantils Una cosa tan petita que cap a la butxaca dels pantalons 2015, amb l'editorial Piscina un petit oceà, El Teo i la Quima 2016, un llibre per la Colla Gegantera de Vedruna Sagrat Cor de Tarragona i Mapa de ciutat somaides 2018, amb l'editorial Piscina, un petit oceà.
Ha participat en diverses exposicions d'il·lustració individuals com Refherències i Famíla(s) i col·lectives com Plural femení. L'emergència. 1976-1990 al Museu d'Art Modern de Tarragona, la darrera exposició col·lectiva en què ha participat.
Forma part del llibre Reinas de la ilustración española del siglo XXI de Norma Editorial, 2019. Un llibre recopilatori de l'obra de les vuitanta-tres millors il·lustradores d'Espanya.
Elisabet Díez o anduluplandu treballa pel reconeixement de la il·lustració local tarragonina com a valor artístic i una prova d'això és que ha comissariat exposicions col·lectives com Oh my cat! a Serveis Territorials de la Generalitat de Catalunya i ha organitzant diverses edicions de la Nit de la Il·lustració de Tarragona juntament amb en Txomin Medrano, el seu company i també il·lustrador.